# Dise
Disen (an. Nom.Sg.dís; Pl. dísir) sind in der nordischen Mythologie weibliche mythische Wesen, deren Charakter nicht genau bestimmt werden kann. Die moderne Wissenschaft vermutet in ihnen niedere Vegetationsgottheiten. Zuweilen wird auch ein Zusammenhang mit dem altgermanischen Matronenkult und dem angelsächsischen Fest modraniht »Mütternacht« vermutet, das im Winter gefeiert wurde.

## Wesen
Altnordische Quellen beschreiben die Disen als Geburtshelferinnen, persönliche Schutzgeister einzelner Personen oder ganzer Sippen, und Schlachthelferinnen sowie Verkünderinnen des nahenden Todes, ja selbst als todbringende Frauen. Dies bringt die Disen in Nähe der Nornen, Fylgjen und Walküren. Daneben kann dís auch einfach nur »Frau« bedeuten.
Im spätmittelalterlichen Island war es Brauch, in den Disen die Seelen verstorbener Frauen zu sehen, eines der Fundamente des isländischen Volksglaubens.

## Kult
Die Disen genossen in Skandinavien kultische Verehrung. Viele norwegische und schwedische Ortsnamen gehen auf den Disenglauben zurück, so etwa Disin (»Disenwiese«), Diseberg, Disevid (»Disenwald«), Disasen.

### Dísablót
Das Dísablót (»Disenopfer«) war ein nächtliches Opferfest im Herbst oder zu Winteranfang, mit Gastmahl und Biergelage, das in Norwegen gefeiert wurde (Víga-Glúms saga 6; Egils saga 44). Im schwedischen Uppsala, einem Zentrum der Ynglingen, befand sich ein Disentempel (an. dísarsalr: Ynglingasaga 33). Das Ynglingatal berichtet, wie der Ynglingenkönig Adils bei einem festlichen Umritt dieses Heiligtums zu Tode stürzte.

### Disting
Das Disting (aschwed. disaþing) war ein schwedisches Fest, das Anfang Februar, genauer gesagt zum Vollmond dessen Neumond nach den Rauhnächten aufgeht, in Uppsala abgehalten wurde. Die genaue Datierungsregel lautet:
När trettondags nyt i fylle gå, då disating i Uppsala står, was in deutscher Übersetzung so viel bedeutet wie:
Wenn des Dreizehnttags Neumond zum Vollmond wird, dann ist Disting in Uppsala.

## Etymologie
Die Etymologie des Wortes ist nicht erklärt. Hinzugezogen wird skt. dhiśanā »Götterfrau« und zur Wurzel dhaya- »säugen«. Da das Wort dís auch »Frau« bedeutet, wird ein möglicher Zusammenhang mit ahd. itis vermutet, wobei der anlautende Vokal unerklärt bleibt.

## Idisen
Die im Ersten Merseburger Zauberspruch genannten idisi, die in kriegerische Handlungen einschreiten, werden häufig mit den nordischen Disen in Verbindung gebracht. Das von Tacitus genannte Schlachtfeld Idistaviso wurde von Jacob Grimm als *idisiaviso »Frauenwiese« gedeutet und ebenfalls mit den Idisen und den nordischen Walküren verbunden.